# Pyecombe
Pyecombe ist ein Dorf im District Mid Sussex in der Grafschaft West Sussex, England. Es liegt wenige Kilometer nördlich von Brighton. Laut Volkszählung hatte Pyecombe 2001 insgesamt 200 Einwohner.

## Geografie
Das Dorf liegt an der London to Brighton-Straße.

## Geschichte
Der Name „Pyecombe“ leitet sich von „peac cumb“ („Gipfel-Tal“) ab.
Die Pfarrkirche wurde weitgehend im Jahre 1170 gebaut.

## Sport
Der Pyecombe Golf Club liegt nördlich des Dorfes.
Außerdem gibt es in Pyecombe die Reitschule The Three Greys und das Gestüt Brendon Stud.

## Söhne und Töchter der Stadt
Die Schauspielerin Katie Johnson (1878–1957), bekannt als die alte Dame aus Ladykillers, wurde hier geboren.